# Vertrag von Shimoda

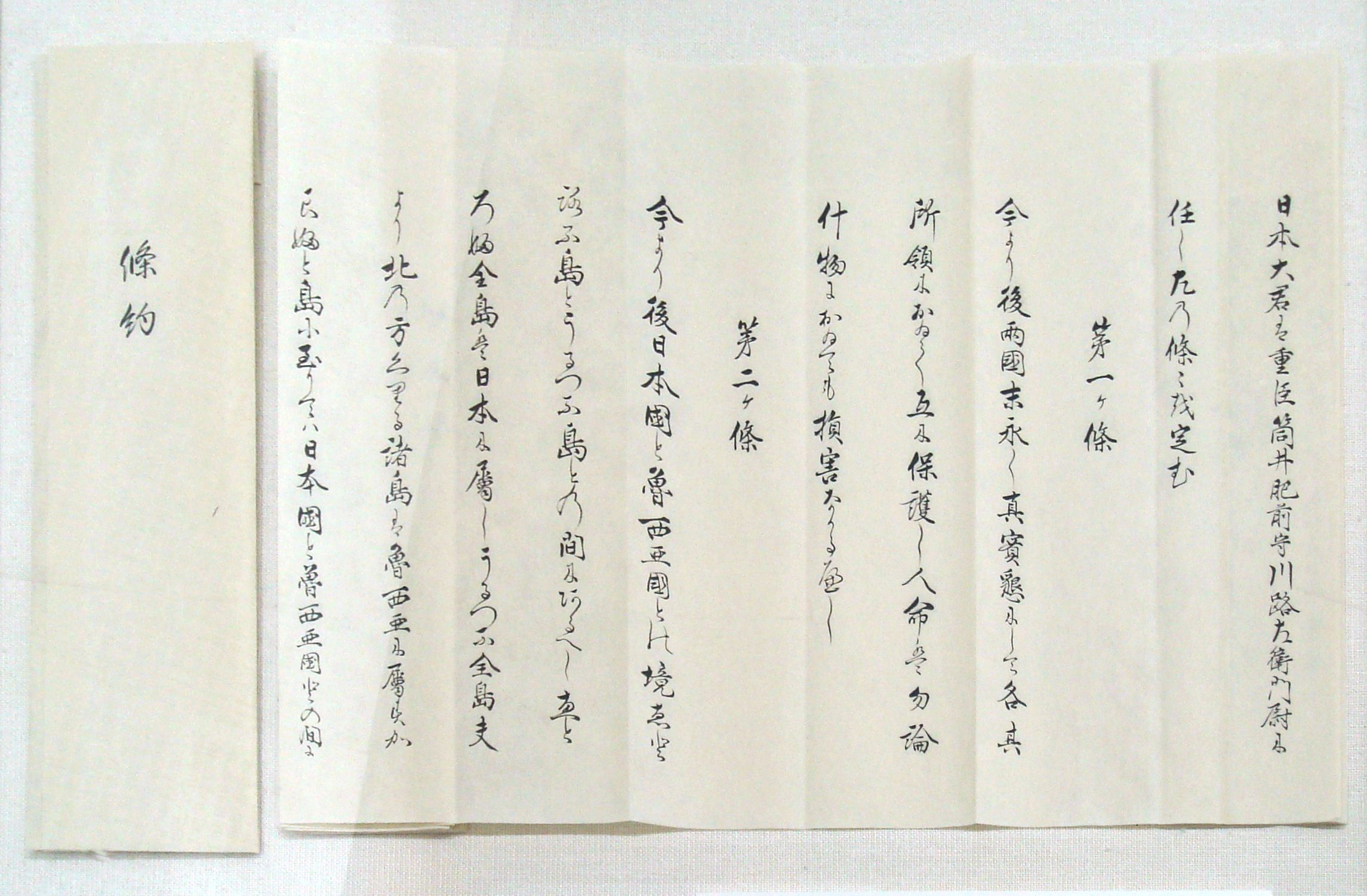
Vertrag von Shimoda

Der Vertrag von Shimoda (russisch: Симодский договор (Simodski dogowor) oder Симодский трактат (Simodski traktat); jap. 日露和親条約 nichiro washin jōyaku) ist ein Handels-, Schifffahrts- und Grenzziehungsvertrag zwischen Japan und Russland. Er wurde am 7. Februar 1855 in der japanischen Stadt Shimoda geschlossen. Unterzeichner waren für Japan Kawaji Toshiakira und für Russland Admiral Jewfimi Putjatin.
Der Vertrag markiert die Aufnahme diplomatischer Beziehungen zwischen beiden Staaten. Ein Teil des Vertrages bestimmte die begrenzte Öffnung der drei Häfen Nagasaki, Shimoda und Hakodate, um die russische Flotte mit Wasser und Holz zu versorgen.
Weiterhin legte der Vertrag den Verlauf der russisch-japanischen Grenze fest: Die Kurilen-Inseln nördlich von und einschließlich Urup wurden zu russischem und die Inseln südlich von und einschließlich Etorofu zu japanischem Gebiet erklärt. Die Insel Sachalin wurde gemeinsamer Besitz. Aufgrund der sich daraus in den folgenden Jahren ergebenden Streitigkeiten zwischen russischen und japanischen Siedlern wurde die Grenzfrage 1875 durch den Vertrag von Sankt Petersburg klarer geregelt.
In der heutigen Zeit ist der Vertrag ausschlaggebend für die japanische Position im Kurilenkonflikt.